# Krzysztof Surlit
Krzysztof Surlit (ur. 13 października 1955 w Zelowie, zm. 23 września 2007 w Szczecinie) – polski piłkarz, który występował na pozycji pomocnika, a także sędzia i trener piłkarski. Zawodnik m.in. Widzewa Łódź, Zawiszy Bydgoszcz, Nîmes Olympique i US Dunkerque. Młodzieżowy reprezentant Polski do lat 21.

## Kariera
Swoją karierę związał z Widzewem Łódź. Rozegrał w jego barwach 151 meczów, strzelił 30 goli. Do największych jego sukcesów zaliczyć można gole strzelone Manchesterowi United i Juventusowi w półfinale Pucharu Europy. Surlit został zgłoszony do kadry na Mistrzostwa Świata 1978, jednak nie pojechał do Argentyny. W 1983 wyjechał do Francji, grając dla Nîmes Olympique i US Dunkerque.
Jego specjalnością były wykonywane ze znacznej odległości rzuty wolne, z których zdobył większość strzelonych przez siebie bramek (swoimi kopnięciami wprawiał piłki w tak dużą prędkość, że jeśli trafiał w światło bramki, istniało małe prawdopodobieństwo obronienia strzałów przez bramkarzy).
Po zakończeniu kariery piłkarskiej próbował swoich sił jako sędzia oraz trener piłkarski.

## Śmierć
Ostatni mecz w swoim życiu rozgrywał 23 września 2007 w Szczecinie, występując w pokazowej potyczce i broniąc barw zespołu Gwiazd Polskiej Piłki Nożnej, grającej przeciw drużynie oldboyów miejscowej Pogoni. Doznał wówczas zawału serca na boisku, a przeprowadzone przez lekarzy próby reanimacji nie powiodły się. Spoczął na katolickiej części cmentarza na Zarzewie w Łodzi.

## Życie prywatne
Był synem Antoniego i Zofii Surlitów oraz bratem Wiesława Surlita, również byłego piłkarza. Pozostawił żonę Bożenę oraz synów Krzysztofa Adama i Bartłomieja. Był kibicem Widzewa Łódź. 

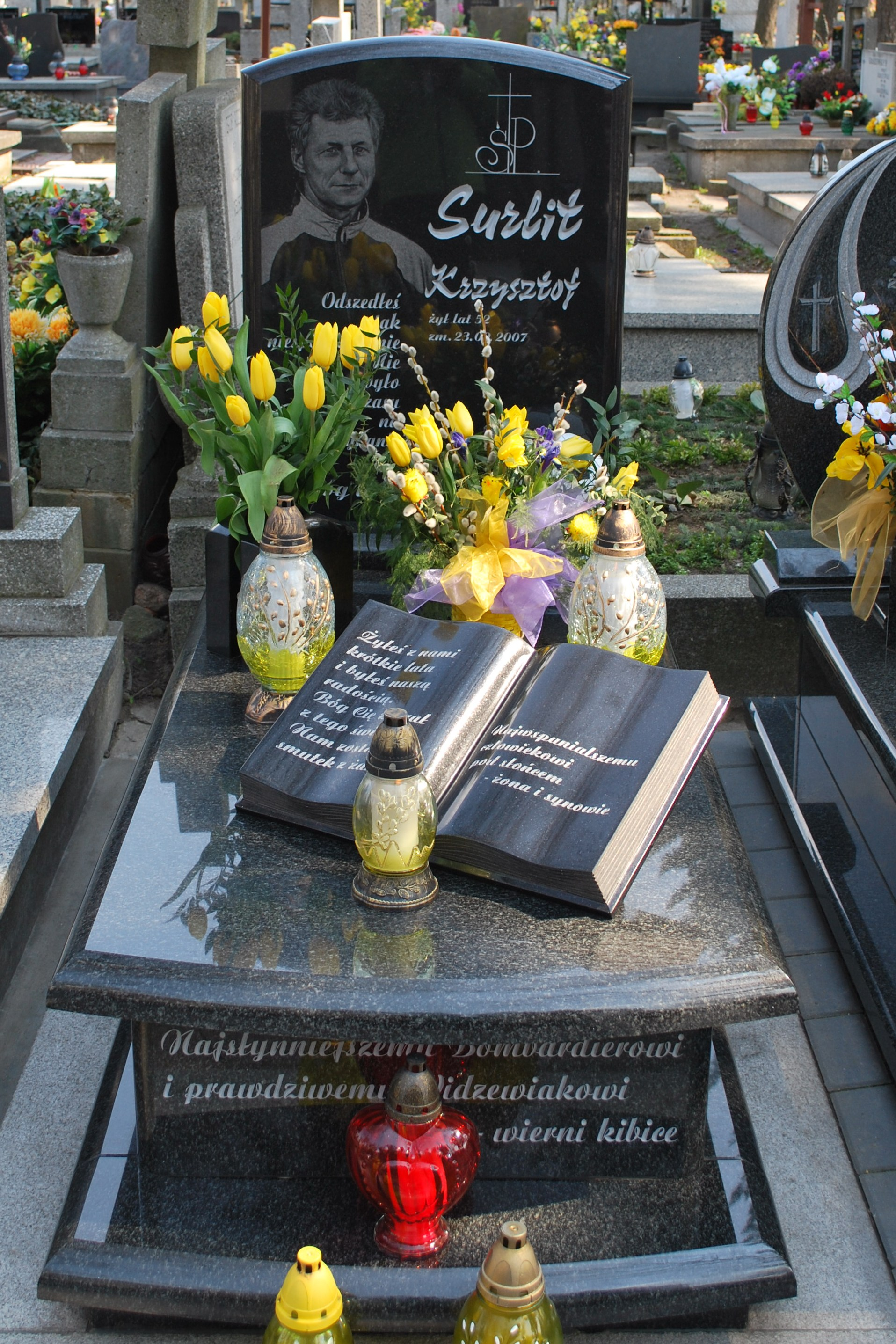
Grób Krzysztofa Surlita na cmentarzu na Zarzewie w Łodzi

## Największe osiągnięcia
- Dwukrotny mistrz Polski (Widzew Łódź)
- Trzykrotny wicemistrz Polski (Widzew Łódź, trzy razy)
- 1978 szeroka kadra na Mistrzostwa Świata w Argentynie
- 3 mecze w II Reprezentacji Polski
- 8 meczów w Młodzieżowej Reprezentacji Polski U-21
- 1978–1983 – 15 meczów w europejskich pucharach w barwach Widzewa Łódź:
  - RSC Anderlecht (Belgia),
  - Juventus (Włochy)
  - Rapid Wiedeń (Austria) – 1 bramka
  - Ipswich Town (Anglia)
  - Manchester United (Anglia) – 1 bramka
  - Liverpool (Anglia)
  - Juventus (Włochy) – 2 bramki – mecz półfinałowy Pucharu Europy Mistrzów Krajowych
- 1995–2000 – 90 meczów w drużynie „Orłów” Górskiego